# 日本音樂娛樂
日本音樂娛樂，日本知名藝人經紀公司，1998年創立，為日本音樂事業者協會的成員之一。旗下有五家子公司，其簽約藝人有演員、主持人和歌手等，包括篠原涼子、谷原章介等人。

## 簡介
日本音樂娛樂經紀公司由知名的日本經紀公司渡邊製作的經紀人藤岡隆創立，當時以之名義成立，原本作為樂團RATS & STAR的經紀公司，目前子公司之一社長關根廣史亦是渡邊製作出身的人士，為藤岡隆之後輩。

## 名稱沿革
- 1998年8月，將名稱改為「MTM Production」。
- 2002年4月，將公司名稱正式改為「日本音樂娛樂」。

## 旗下部門

### Mother Popcorn
- 鈴木雅之

### Enjoy Music
- 伊藤由奈
- LUHICA（日语：LUHICA）

### Econcept
- 鈴木杏樹
- 篠原涼子
- 谷原章介
- 柏幸奈
- 小西美帆（日语：小西美帆）
- 矢澤心（日语：矢沢心）
- 映美本山（日语：映美くらら）
- 忍成修吾
- 上地雄輔
- 榊英雄（日语：榊英雄）
- 藤谷文子（日语：藤谷文子）
- 工藤里紗（日语：工藤里紗）
- 木村啓介（日语：木村啓介）
- 千葉雄大
- 村田莉
- 澀江讓二
- 折山三結（日语：折山みゆ）
- 久保田悠来
- 高岡奏輔
- 東加奈子（日语：東加奈子）
- 芳根京子
- 佐佐木萌詠
- 映美倉良

### Exciting Trigger
- 桑野信義
- 千秋
- 篠原真衣（日语：篠原真衣）
- 福田萌（日语：福田萌）
- 上野瞳（日语：上野ひとみ）
- 藤井浩貴（日语：シャバダバふじ）
- 富永龍（日语：冨永竜）

### Take it Agency
- 中山裕介（日语：ユースケ・サンタマリア）
- 平山祐介（日语：平山祐介）
- 木村綾子（日语：木村綾子）
- 岡田理江（日语：岡田理江）

### JME ROOKIES
- 菅野結以
- 小松美月（日语：小松美月）
- 阿部瑪利亞（前AKB48、AKB48 Team TP成員）
- 大場美奈（前AKB48、SKE48 Team KII成員）
- 加藤綾子
- 石井亮次（日语：石井亮次）
- 鞘師里保（前早安少女組。第9期成員）

### EYES
- 榎木智一（日语：榎木智一）
- 大山愛未
- 越智友己
- 北村諒
- 小谷嘉一（日语：小谷嘉一）
- 三上俊（日语：三上俊）
- 村上健斗
- 吉田隆佑
- 鈴木有希

## 外部連結
- 日本音樂娛樂官方網站 （页面存档备份，存于）
- jme-academy網站 （页面存档备份，存于）